# 鮑爾米特鯰
鮑爾米特鯰，為輻鰭魚綱鯰形目項鰭鯰科的其中一種，為温帶淡水魚類，分布於南美洲烏拉圭河上游流域，體長可達6.9公分，棲息在岩石底質溪流底層水域，生活習性不明。

## 扩展阅读
維基物種上的相關：鮑爾米特鯰